# Kenneth Marlar Taylor
Kenneth Marlar Taylor (ur. 23 grudnia 1919 w Enid, zm. 25 listopada 2006 w Tucson) – amerykański wojskowy, pilot myśliwski okresu II wojny światowej, jeden z nielicznych, którzy zdołali wystartować i skutecznie walczyć z nieprzyjacielem podczas ataku na Pearl Harbor. Po zakończeniu wojny pozostał w służbie w US Air Force i Air National Guard, awansując do stopnia generalskiego.

## Życiorys
Kenneth M. Taylor urodził się w Enid, dzieciństwo spędził w Hominy w stanie Oklahoma. W 1938 roku rozpoczął studia na University of Oklahoma w Norman. Porzucił je jednak po dwóch latach i wstąpił do Army Air Corps. Po ukończeniu kursu pilotażu, w kwietniu 1941 roku został awansowany do stopnia podporucznika (Second Lieutenant) i skierowany do stacjonującego na Wheeler Field w pobliżu Honolulu na Hawajach 47 Dywizjonu Pościgowego (47th Pursuit Squadron), dowodzonego przez majora Gordona H. Austina. Wraz ze swym kolegą, George’em Welchem, zostali mianowani dowódcami eskadr.
W listopadzie 1941 roku 47 dywizjon został przebazowany na pomocnicze lotnisko Haleiwa Field, gdzie miał przeprowadzić ćwiczenia strzeleckie. Wieczorem 6 grudnia, w sobotę, porucznicy Taylor i Welch uczestniczyli w przyjęciu w kasynie oficerskim na Wheeler Field. Impreza przeciągnęła się, na kwaterę powrócili nad ranem. Obudziły ich eksplozje japońskich bomb w porcie i na pobliskich lotniskach. Ubrali się naprędce – zakładając spodnie od smokingów – i bez rozkazu pojechali na Haleiwa Field, gdzie stacjonowały ich P-40. Wcześniej zawiadomili obsługę naziemną, żeby je zatankowała i uzbroiła. Natychmiast wystartowali i zaatakowali japońskie samoloty nad Hawajami.
Po zużyciu amunicji wylądowali na zniszczonym Wheeler Field i rozkazali obsłudze ponownie załadować karabiny. W tym czasie oficer dowodzący lotniskiem rozkazał im usunąć myśliwce z pasa startowego i nie startować do walki. Jednak, gdy druga fala atakujących samolotów japońskich nadleciała nad Wheeler Field, obaj zignorowali rozkaz i ponownie włączyli się do akcji. Ostatecznie Welch zaliczył cztery zestrzelenia, Taylor dwa pewne i dwa prawdopodobne, został przy tym raniony odłamkami pocisku, który trafił w osłonę kabiny. Nie rozstrzygnięto ostatecznie, który z nich pierwszy zestrzelił samolot przeciwnika w rozpoczynającej się wojnie. Za podjętą, jako pierwsi z nielicznych w ogóle pilotów akcję, obaj zostali uznani za pierwszych bohaterów wojny, odznaczeni Distinguished Service Cross, a Taylor otrzymał również Purpurowe Serce.
W listopadzie 1942 roku, jako dowódca eskadry w 44 Dywizjonie Myśliwskim (44th Fighter Squadron) Taylor został skierowany na lotnisko Henderson Field na Guadalcanalu. W trakcie walk zestrzelił na pewno jeden nieprzyjacielski samolot i odniósł kontuzję nogi podczas japońskiego nalotu, co wykluczyło go z akcji bojowych. W dalszym ciągu kariery wojskowej dowodził różnymi jednostkami i pracował w sztabach, łącznie z Joint Chiefs of Staff. Odszedł z USAF w 1967 roku w stopniu pułkownika (Colonel), po czym rozpoczął służbę jako dowódca alaskańskiej Air National Guard. Do przejścia w stan spoczynku w 1971 roku osiągnął stopnień jednogwiazdkowego generała (Brigadier General). W cywilu zajmował się pracą w ubezpieczeniach.
Oprócz Distinguished Service Cross był odznaczony również Distinguished Service Medal, Legion of Merit i Air Medal. Jego akcja w obronie Pearl Harbor została upamiętniona w filmach Tora! Tora! Tora! (odtwórcą roli był Carl Reindel), którego był konsultantem, oraz Pearl Harbor, w którym niektóre epizody głównych ról nawiązywały w udramatyzowanej i bardzo sfabularyzowanej wersji do akcji z 7 grudnia 1941.
W małżeństwie z Florą Love Morrison miał syna i córkę.
Zmarł w 2006 roku i został pochowany na Cmentarzu Narodowym w Arlington.